# USS Port Royal (CG-73)
Pour les autres navires du même nom, voir USS Port Royal.
L'USS Port Royal (CG-73) est un croiseur lance-missiles de la classe Ticonderoga construit pour l'US Navy.
Il s'agit du second navire nommé d'après deux batailles navales de Port Royal Sound (en), en Caroline du Sud (l'une pendant la guerre d'indépendance américaine, l'autre pendant la guerre civile américaine), le premier étant une canonnière à vapeur en service de 1862 à 1866.

## Historique
Le second Port Royal (CG-73) reçut le numéro de coque CG-69 le 9 mai 1989, mais celui-ci fut réattribué au croiseur lance-missiles USS Vicksburg, le CG-73 étant pour le Port Royal le 8 décembre 1989. Sa quille est posée le 18 octobre 1991 par le chantier Ingalls Shipbuilding de Pascagoula (Mississippi), alors division de Litton Industries. Il est lancé le 20 novembre 1992, parrainée par Susan G. Baker (épouse de James A. Baker III, chef de cabinet du président George H. W. Bush et ancien secrétaire d'État) , et mis en service à Savannah le 9 juillet 1994 en tant que 27e et dernier navire de la classe.
En mars 2003, il est affecté au Carrier Group Seven.
En mars 2002, un membre de l'équipage passe accidentellement par-dessus bord en mer d'Oman, avant d'être rapidement secouru par un hélicoptère SH-60 embarqués à bord de l'USS John C. Stennis.

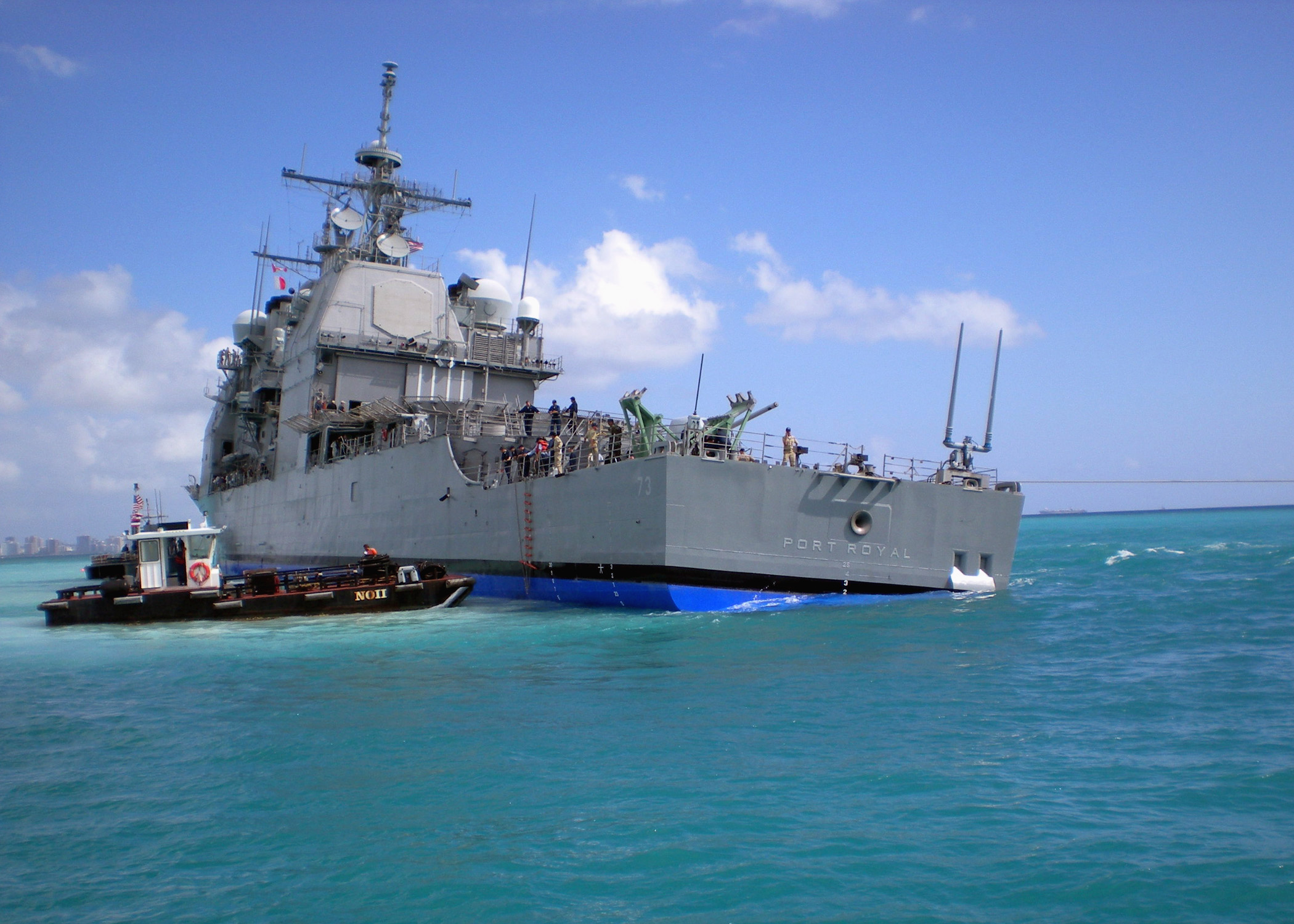
Le Port Royal échoué au large d'Oahu en février 2009.

Le 5 février 2009, au large de l'aéroport international d'Honolulu, à Hawaï, le Port Royal s'échoue à 800 mètres de la passe récifale de l'aéroport international et reste bloqué pendant 4 jours jusqu'à ce qu'une armada de 9 navires, dont le navire de sauvetage de USNS Salvor, ne libère le croiseur.
En 2020, un plan budgétaire de l'US Navy prévoit un retrait des navires Vella Gulf, Monterey et Shiloh, ceux-ci n'ayant pas été modernisés.

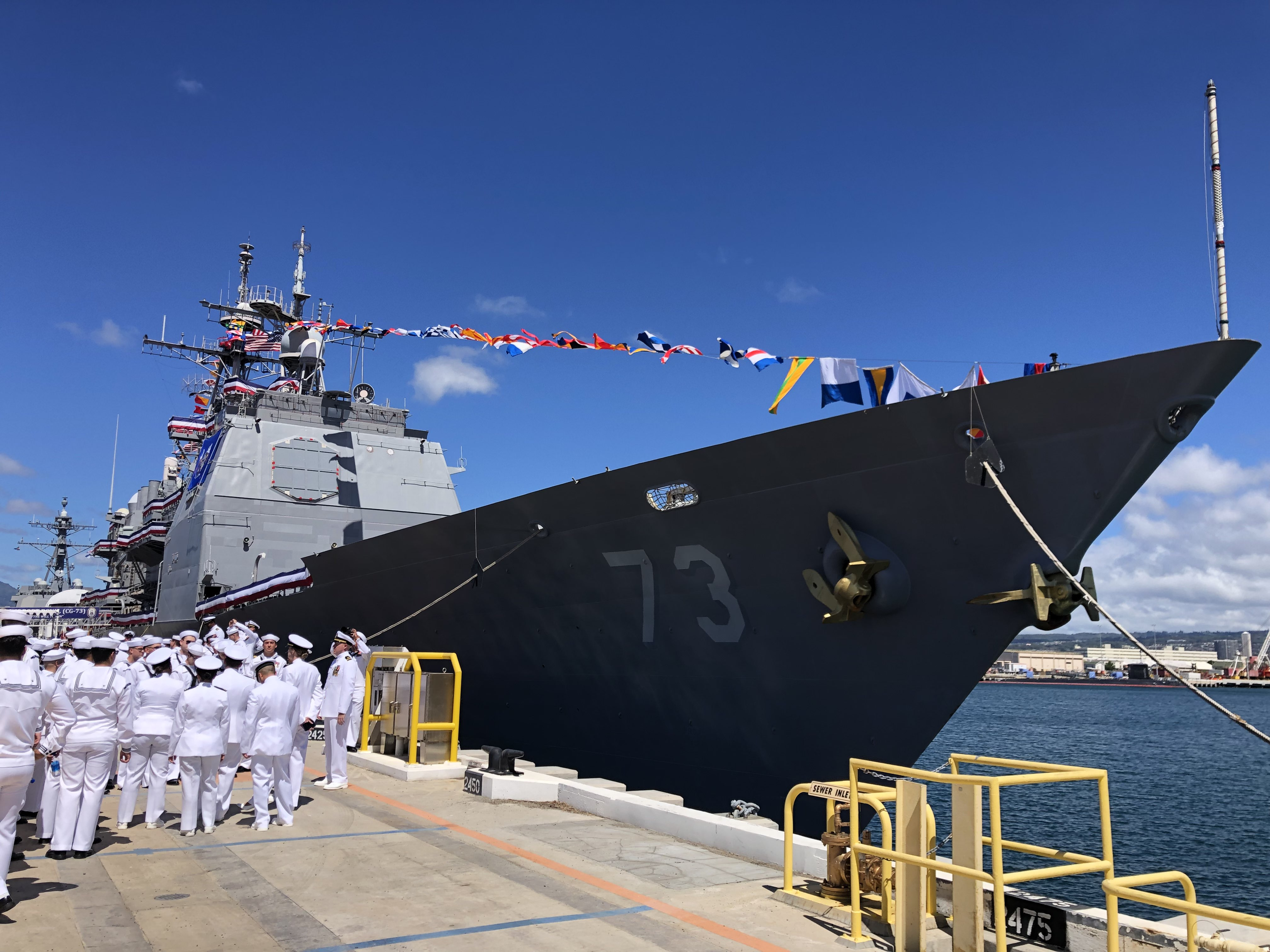
Le Port Royal lors de sa cérémonie de fin de carrière à Pearl Harbor le 29 septembre 2022.

En décembre 2020, le rapport de la marine américaine au Congrès d'après l'Annual Long-Range Plan for Construction of Naval Vessels indique que le navire devra être retiré du service en 2022.
Le navire est officiellement retiré du service à la base Pearl Harbor-Hickam le 29 septembre 2022. Il est radié du registre des navires de la marine le 30 septembre 2022. À compter d'octobre 2022, la décision finale demeure en suspens.

## Décorations
- Navy Unit Commendation – (octobre 1997 – avril 1998, décembre 1995 – mai 1996, janvier – décembre 1998)
- Navy Meritorious Unit Commendation – (janvier 1999 – septembre 2001, octobre 2016 – janvier 2017)
- Navy E Ribbon – (1995, 1996, 1997, 1998, 1999, 2001, 2002, 2004, 2005, 2011, 2021)